# Benin la Jocurile Olimpice de vară din 2016
Beninul a participat la Jocurile Olimpice de vară din 2016 de la Rio de Janeiro în perioada 5 – 21 august 2016, cu o delegație de șase sportivi, care a concurat în patru sporturi. Nu a primit nicio medalie.

## Participanți
Delegația benineză a cuprins șase de sportivi: patru bărbați și două femei. Cel mai tânăr atlet din delegație a fost înotătoarea Laraiba Seibou (15 ani), cel mai bătrân a fost înotătorul Jules Bessan (37 de ani).
| Sport    | Masculin | Feminin | Total |
| -------- | -------- | ------- | ----- |
| Atletism | 1        | 1       | 2     |
| Judo     | 1        | 0       | 1     |
| Natație  | 1        | 1       | 2     |
| Scrimă   | 1        | 0       | 1     |
| Total    | 4        | 2       | 6     |

## Natație
| Sportiv        | Probă      | Calificări | Calificări | Semifinale   | Semifinale   | Finală       | Finală       |
| Sportiv        | Probă      | Timp       | Loc        | Timp         | Loc          | Timp         | Loc          |
| -------------- | ---------- | ---------- | ---------- | ------------ | ------------ | ------------ | ------------ |
| Laraïba Seibou | 50 m liber | 33,01      | 77         | Nu a avansat | Nu a avansat | Nu a avansat | Nu a avansat |
| Jules Bessan   | 50 m liber | 27,32      | 77         | Nu a avansat | Nu a avansat | Nu a avansat | Nu a avansat |

## Scrimă
| Sportiv     | Probă          | Șaisprezecimi        | Optimi        | Sferturi      | Semifinală    | Finala mică/Finala mare | Finala mică/Finala mare |
| Sportiv     | Probă          | Adversar Scor        | Adversar Scor | Adversar Scor | Adversar Scor | Adversar Scor           | Loc                     |
| ----------- | -------------- | -------------------- | ------------- | ------------- | ------------- | ----------------------- | ----------------------- |
| Yémi Apithy | Sabie masculin | Hartung (GER) P 9–15 | Nu a avansat  | Nu a avansat  | Nu a avansat  | Nu a avansat            | Nu a avansat            |